# LibreWolf
LibreWolf es un navegador web de código abierto y fork de Firefox con un enfoque en la privacidad y la seguridad.

## Desarrollo
LibreWolf se lanzó inicialmente para Linux el 7 de marzo de 2020. Un año después se lanzó una versión creada por la comunidad para Windows, y MacOS. También se puede instalar a través de AppImage, Flatpak, YaST, Scoop, Chocolatey, la Microsoft Store y Winget.

## Características
LibreWolf no incluye telemetría y viene con uBlock Origin preinstalado. Ciertas funciones de Firefox como Pocket también están deshabilitadas.

## Licencia
El navegador usa la licencia MPL 2.0, mientras que el sitio web usa la licencia GNU AGPL 3.0.